# Francesco Sechi
Francesco Sechi (Terni, 25 maggio 1976) è un attore e doppiatore italiano.

## Filmografia

### Cinema
- Scossa, regia di Francesco Maselli, Carlo Lizzani, Ugo Gregoretti e Nino Russo (2011)
- La voce - Il talento può uccidere, regia di Augusto Zucchi (2013)
- Mangrovia, regia di Davide Bonaduce (2014)
- La pesca di Patty, regia di Patrizia Campanile (2015)
- Suburra, regia di Stefano Sollima (2015)
- I Futurieri in Terra di Molise, regia di Simone D'Angelo (2019)
- Mirtillo - Numerus IX, regia di Desiderio Sanzi (2025)

### Televisione
- Questo nostro amore, regia di Luca Ribuoli (2012)
- Profondo nero - serie TV, con Carlo Lucarelli, episodio 2x02 (2016)
- Io ti cercherò, regia di Gianluca Maria Tavarelli - serie TV (2020)
- Un posto al sole - registi vari, 2 episodi (2024)
- Signora Volpe - serie TV, episodio 2x03 (2024)
- Don Matteo - serie TV, episodio 14x08 (2024)
- Champagne - Peppino di Capri, regia di Cinzia TH Torrini – film TV (2025)
- Hotel Costiera, regia di Adam Bernstein e Giacomo Martelli - serie TV (2025)

### Cortometraggi
- Resti tra di noi, regia di Giulia Greco (2013)
- L'oro di famiglia, regia di Emanuele Pisano (2021)
- Adda passa' a nuttata, regia di Enrico Maria Lamanna (2021)
- Mirtillo - Numerus I, regia di Desiderio Sanzi (2023)
- Domani è un altro giorno, regia di Valentina Tomada (2024)

### Videoclip
- Un attimo fa  feat. Lucariello - Marco Ligabue (2017)
- Chiave - Ultimo (2017)
- Ogni maledetto giorno - Mostro (2017)
- Got To Give - Hermitage Green (2021)

### Pubblicità
- Acqua Essenziale, regia di Riccardo Grandi (2024)

## Teatro
- L'anniversario di Anton Čechov, regia di G. Nicolosi (2004)
- Blues in 16 di Stefano Benni, regia di Antonio Sanna (2005)
- Il Grande Spirito del Rock di T. Fattore e C. Sancricca, regia di Tenerezza Fattore (2007)
- Sherlock Barman di Stefano Benni, regia di Simone Striano (2007)
- Infinito Futuro da 1984 di George Orwell, regia di Antonio Sanna (2008-2011)
- Emporium, poemetto di civile indignazione di Marco Onofrio, regia di Antonio Sanna (2010)
- Jean Genet e Tennessee Williams a Tangeri di Mohamed Choukri, regia di Antonio Sanna - Todi Festival (2013)
- Cent'anni di solitudine, regia di Juan Diego Puerta López (2014)
- Amletò, regia di Giancarlo Sepe (2015)
- The Dubliners - 58º Festival dei Due Mondi Spoleto, regia di Giancarlo Sepe (2015)
- Free Bach 212, con "La Fura Dels Baus", regia di Miki Espuma e Pep Gatell (2016)
- Due civette sul comò (Ripcord) di David Lindsay-Abaire, regia di Enrico Maria Lamanna (2017)
- Il pittore di cadaveri (Painting Corpses) di Mark Borkowski, con Ornella Muti, regia di Enrico Maria Lamanna, (2022)

## Doppiaggio

### Film
- Park Myung-hoon in Parasite
- Iván Massagué in Il buco, Il buco - Capitolo 2
- William Kircher in Lo Hobbit - Un viaggio inaspettato, Lo Hobbit - La desolazione di Smaug, Lo Hobbit - La battaglia delle cinque armate
- Ben Northover in Il guardiano invisibile, Inciso nelle ossa, Offerta alla tormenta
- Ali Suliman in Le nuotatrici, G20
- Scott Haze in Venom, Antlers - Spirito insaziabile
- Domenick Lombardozzi in Cose nostre - Malavita (The Family)
- Massimiliano Gallo in Pinocchio (film 2019, versione inglese)[1]
- Chris Middleton in Miss Potter
- P.J. Byrne in La guerra di Charlie Wilson
- Adam Fergus in Il richiamo della foresta
- Mark Consuelos in La preda perfetta - A Walk Among the Tombstones
- JJ Feild in Le Mans '66 - La grande sfida
- Jonathan Tucker in The Next Three Days
- Mike Mitchell in La guerra di domani
- Paul Scheer in Io, Dio e Bin Laden
- John Hollingworth in 1917
- Ebon Moss-Bachrach in Lola Versus
- Sturgill Simpson in The Hunt
- Will Yun Lee in Total Recall - Atto di forza
- Brian Gallagher in Cattive acque
- Chris Redd in Joker
- Greg Yuna in Diamanti grezzi
- Costa Ronin in C'era una volta a... Hollywood
- Richard Cawthorne in Upgrade
- Dominic Monaghan in Pet
- Shamier Anderson in Race - Il colore della vittoria
- Numan Acar in Spider-Man: Far from Home
- Sean Boyd in Jack Reacher - Punto di non ritorno
- William Smilie in Il Cavaliere Oscuro
- Patrick John Costello in On the Road
- Don DiPetta in Green Book
- Tim Griffin in L'uomo che fissa le capre
- Paul Sparks in Synecdoche, New York
- Allen Maldonado in Straight Outta Compton
- Doug Murray in Il caso Spotlight
- Nick Moran in Harry Potter e i Doni della Morte - Parte 1
- Barlow Jacobs in Old Man & the Gun
- Mark Webber in Don't Worry
- Logan Marshall-Green in Snowden
- Emanuel Parvu in Un padre, una figlia
- Billy Miller in American Sniper
- Kayvan Novak in Paddington
- Kobna Holdbrook-Smith in Paddington 2
- Seamus Hughes in Jimmy's Hall - Una storia d'amore e libertà
- Joe Cobden in Io non sono qui
- Joao de Sousa in La bussola d'oro
- Toby Vitrano in Blue Bayou

### Film d'animazione
- Tatuaggio in Pets - Vita da animali
- Sig. Winter in Luis e gli alieni
- Don in Ralph Spaccatutto
- Frantic Pig in Zootropolis
- Darius in Trolls
- Biker in Minions 2 - Come Gru diventa cattivissimo

### Serie televisive
- Daniel Weyman in Il Signore degli Anelli - Gli Anelli del Potere
- Domenick Lombardozzi in Magnum P.I., Reacher, High Potential
- Cameron Britton in Mindhunter, The Umbrella Academy
- Ali Suliman in Jack Ryan, Prime Target
- David Lengel in WandaVision, Agatha All Along
- JJ Feild in  Inverso - The Peripheral
- Fatih Artman in Ethos
- Carlos Librado in Gli orologi del diavolo
- Matthew Le Nevez in The Widow
- Ennis Esmer in You Me Her
- Michael Maize in Happy!
- Mike Vaughn in Scream
- Vincent Piazza in Tulsa King